# Hybanthus serrulatus
Hybanthus serrulatus là một loài thực vật có hoa trong họ Hoa tím. Loài này được Standl. mô tả khoa học đầu tiên năm 1927.